# Hanoch Levin
Hanoch Levin (în ebraică חנוך לוין, se pronunță Hanòh Levín; n. 18 decembrie 1943, Tel Aviv, Palestina sub mandat britanic – d. 18 august 1999, Tel Aviv, Israel) a fost un dramaturg, poet, regizor de teatru și prozator israelian, unul din principalii reprezentanți ai dramaturgiei și ai satirei ebraice din a doua jumătate a secolului al XX-lea.

## Date familiale și copilăria

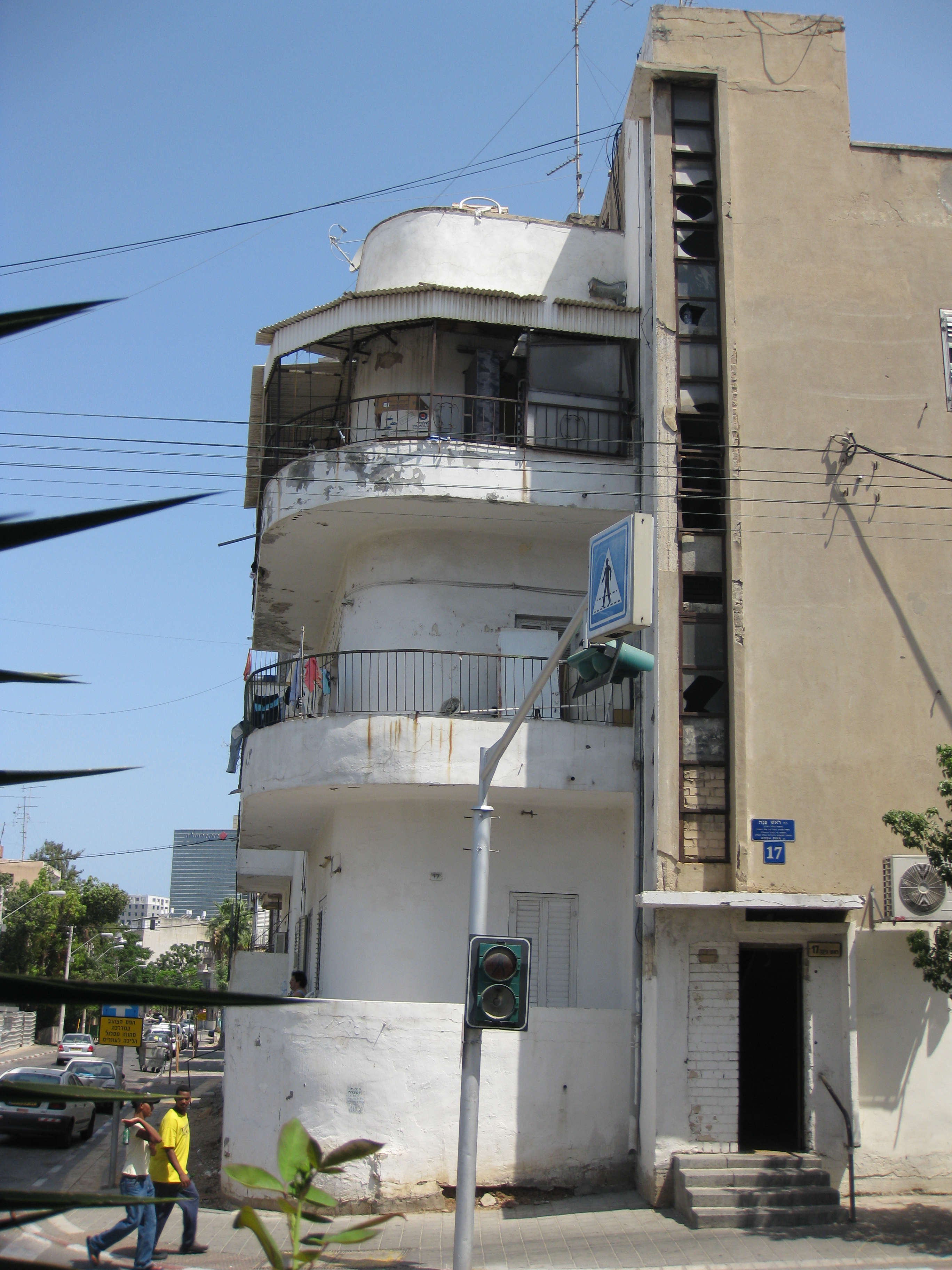
Casa din cartierul Neve Shaanan la Tel Aviv, unde a copilărit Hanoch Levin

Hanoch Levin s-a născut la Tel Aviv în casa lui Israel și Malka Levin.
Părinții săi, evrei de naționalitate, au emigrat în Palestina mandatară din orașul polonez Lodz.
Tatăl său, băcan de cartier, era nepotul de frate al rabinului Itzhak Meir Levin, care a fost la un moment dat ministru al asistenței sociale al Israelului din partea partidului ultrareligios Agudat Israel.
Scriitorul a copilărit în cartierul popular Neve Shaanan din sudul orașului Tel Aviv și a învățat la școala religioasă de stat „Yaavetz”. Anii copilăriei dramaturgului au avut drept scenă societatea israeliană confruntată cu diviziuni acute între israelieni nativi, "sabra", și noii imigranți, evrei orientali și evrei așkenazi, arabi și evrei.
Fratele său, mai mare cu 9 ani, David Levin, a lucrat în anii 1950 ca asistent de regie la Teatrul Kameri (Teatrul de Cameră) și în felul acesta, de copil, Hanoch a intrat în contact cu lumea teatrului din ambele părți ale scenei. La 12 ani a rămas orfan, tatăl său decedând în urma unui infarct de inimă. 
El a continuat studiile liceale la liceul religios de elită „Zeitlin” din Tel Aviv, dar în clasa a 9-a a întrerupt învățătura, pentru a veni în ajutorul mamei care nu putea singură să asigure subzistența familiei. Băiatul a prestat munci de curier pentru compania Herut și a început să urmeze cursuri serale pentru tineretul muncitor, la liceul Ironi (municipal) Alef. În cadrul acestui liceu a luat parte la cercul de teatru și a jucat în piesa Michal Bat Shaul (Micol, fiica lui Saul) de scriitorul Aharon Ashman.

## Tinerețea
După terminarea serviciului militar într-o unitate de comunicații, Hanoch Levin a urmat între anii 1964 - 1967 studii de literatură ebraică și filozofie la Universitatea din Tel Aviv. Din octombrie 1965 a făcut parte din redacția publicației studentești „Dorban” („Pinten”), și a început să publice împreună cu artistul plastic Michael Drux o rubrică satirică pe ultima pagină a acestuia, intitulată „Pagina din dosul lui Hanoch Levin” (Daf ha'ahoraiym shel Hanoch Levin). În această rubrică a ridiculizat Levin războiul și milităria, ritualurile publice consacrate Holocaustului, a supus criticii politica organelor de stat față de arabi. Numeroși studenți au fost revoltați de acest ton satiric fără tabu - uri, și au semnat un manifest în care și-au exprimat indignarea împotriva tânarului excentric. Unele din acele texte au fost publicate mai târziu, cu unele modificări, ca parte din lucrările sale ulterioare, de exemplu „Balada bine antrenată despre un soldat și o soldată” („Balada mehushelet al hayal veal hayelet”) din iunie 1966 care a intrat apoi în componența creației „Vultur negru pe un acoperiș roșu” („Nesher adom al gag adom”) scris in urma Războiului din Liban din 1982. Deși apreciat ca un student eminent, Levin a decis să nu se mai prezinte la examenele finale și nu a primit titlul de licențiat.
În vremea serviciului în armată, Hanoch Levin s-a apropiat de cercurile Partidului Comunist Israelian, în care a făcut cunoștință cu Dani Tratch, om de teatru activ în miscarea tineretului comunist. Cei doi au legat o strânsă prietenie și înțelegere profesională care a dăinuit cu mult după încetarea implicarii lor partinice. În anii de după Războiul de Șase Zile, în care Levin a servit într-o unitate de apărare antiaeriană în zona El Arish, el a continuat încă activitatea politică. După Războiul de Iom Kipur a participat chiar la întâlnirile unei grupări troțkiste. Mai târziu a minimalizat însemnătatea militantistă a acestor întâlniri, prezentându-le ca fiind mai mult de interes antropologic.

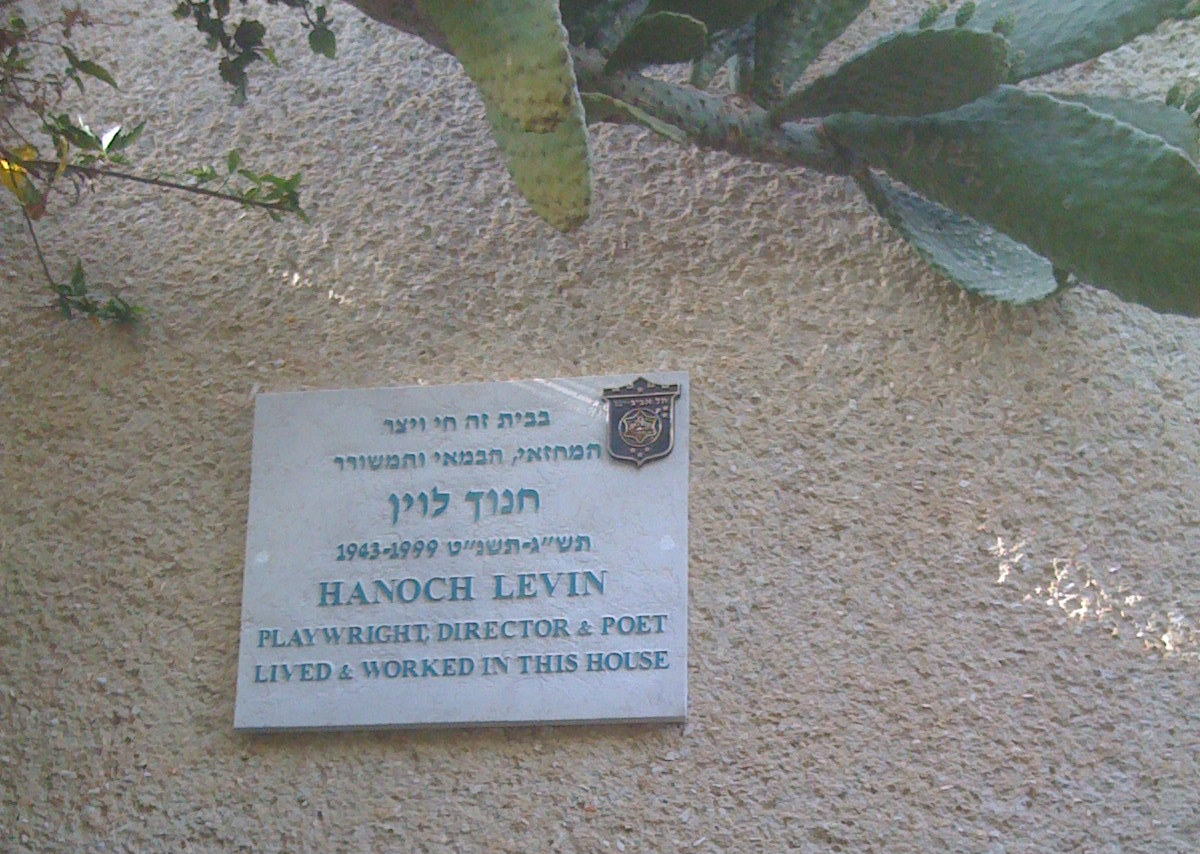
Placă memorială pe clădirea unde a locuit Hanoch Levin la Tel Aviv

## Primele creații literare publicate

În 1967 Levin a publicat în revista literară „Yokhni” un poem intitulat „Binecuvântările zorilor” care s-a bucurat de aprecieri în rândurile breslei. Poemul a reapărut mai apoi în cartea „Viețile morților” (Hayey hametim). Ziarul Haaretz i-a publicat și el niște povestiri -„Dina cea îndărătnică” (Dina ha'akshanit) și „Pszishpesh” (1966). O altă povestire din acea perioadă a fost inclusă în volumul „Bolnavul veșnic și iubita” (Haholé hanitzhì veha'ahuvá) (1971), precum și ciclurile de versuri „Cântecul unei petreceri de amici: Idila” (1968), care și el a apărut mai târziu în volumul „Viețile morților”, și „Oameni cu defecte”.
La invitația criticului literar Menachem Peri și a poetului Meir Wieseltier, începând din 1971 Levin a început să publice povestiri, poeme și poezii în revista „Siman Kriyá” (Semn de exclamație) („Lumea lingușelii” în 1973, „Un cocoșat găsește o curvă” în 1976, „Viața morților” în 1981 etc.
În 1967 Hanoch Levin a trimis un scenariu de teatru radiofonic intitulat „Prindeți-l pe spion” (Tifsú et ha'meraghél) care a luat premiul întâi la concursul de scenarii al Radiodifuziunii israeliene. Scenariul, in regia lui David Levin, a fost difuzat de mai multe ori, iar traducerea lui în engleză, a obținut în 1969 premiul întâi la un concurs de teatru radiofonic al Radioteleviziunii italiene. Mai târziu el a apărut și în cadrul volumului „Ultimul....

## Activitatea sa de dramaturg
În anii 1967-1970, în paralel cu scrisul de versuri și proză, impresionat neplăcut de euforia generală de după victoria Israelului în Războiul de Șase Zile Levin a scris, contra curentului, un număr de piese de teatru satiric politic.
În anul 1968 a început colaborarea cu regizoarea Edna Shavit în realizarea spectacolului de cabaret satiric "Tu, eu și războiul următor", pe care îl scrisese cu un an înainte. Cabaretul a fost reprezentat în premieră în august 1968 la clubul „Bar-barim” din Tel Aviv de către patru din elevii Ednei Shavit de la secția de teatru a Universității Tel Aviv. 
A urmat un show de revistă satirică denumit „Ketchup”, în regia fratelui său, David Levin, și a cărui premieră a avut loc la pivnița Cabaret Satiric (Kabaret Satiri) din Tel Aviv în martie 1969.
În amândouă aceste creații Levin s-a ridicat contra patosului militarist local. De pildă, scheciul „Ordinul de front al victoriei al Războiului de Unsprezece minute” era o parodie după cuvântarea locotenentului colonel Shmuel Gonen Gorodish de la finele Războiului de Șase Zile, cel intitulat „Convorbiri de pace in Orientul Mijlociu” își bătea joc de conducătorii israelieni culcați pe laurii victoriei, iar numărul „ Pătrate în cimitir” se ocupa la un mod macabru de doliul militar.
Criticile ce și le-a atras Levin în urma spectacolelor „Tu, eu și războiul următor” și „Ketchup” s-au întețit după premiera celei de-a treia piese politice „Regina Băii” (Malkat Ambatya) care a fost pusă în scenă de David Levin la Teatrul Kameri din Tel Aviv în aprilie 1970. 
Aceasta cuprindea, între altele, expresii licențioase (ca de pildă "a trage bășini"), o scenă a Sacrificiului lui Isaac (în ebraică Itzhak) în care acesta îl implora pe tatăl său, Avraam (Avraham), să-l taie fără șovăială, iar alta, intitulată „Curtenirea” ridiculiza boala aroganței și a înfumurării ce lovise societatea israeliană. Acum când o astfel de piesă a ajuns pe scena unui teatru de repertoriu, a izbucnit un scandal public fără precedent. Spectatori indignați au demonstrat in semn de protest, au huiduit și deranjat mersul spectacolelor, partidul Național Religios (Mafdal), pe atunci influent, a cerut cenzurarea unui cuplet considerat ireverențios față de Biblie, iar guvernul a amenințat că va suspenda sprijinul financiar al teatrului.
Criticii de teatru s-au dezlănțuit și ei împotriva piesei și a autorului.
Haim Gamzu a considerat ca „totalitatea dialogurilor erau deficiente și destinate a arunca sare pe răni deschise”, Uri Porat susținea că " din această piesă de gunoi se înțelege că noi suntem cu toții niște criminali infecți, cetățeni ai unui stat militarist lacom de sânge”, iar Reuven Yanay era de părere că „o scenă ca aceea a ziaristului venit să intervieveze o văduvă de război, al cărui soț a căzut în lupte la Canalul de Suez, și face dragoste cu ea, nu putea să născocească decât un creier diabolic sau un bolnav psihic...e vorba de o maltratare deliberată a mii de părinți care au pierdut pe cei dragi”.
În pofida protestelor lui Levin, conducerea teatrului a decis, ca urmare a scandalului public, să oprească prezentarea piesei după 17 reprezentații.
In mai 1969 Levin și-a lansat cea dintâi piesă "nepolitică" - comedia „Solomon Grip”, pe scena Teatrului Deschis (Theatron Patuah) și în regia lui Hillel Neeman. Dar primul său mare succes la public l-a avut cu următoarea sa comedie, „Hefetz”, care a fost pusă în scenă în martie 1972 la Teatrul muncipal din Haifa sub regia lui Oded Kotler. Aceasta fusese refuzată de Teatrele Kameri și Habima din Tel Aviv. În aceeași perioadă Levin scrisese și două scenarii - pentru filmul „Ploch” (1972) în regia lui Dani Wolman și pentru „Fantezie pe o tema romantică” (1977) în regia lui Witek Terch, Filmele au fost apreciate de critici, dar nu de spectatori.
Următorul mare scandal provocat de Levin a fost spectacolul „Chinurile lui Iov” in 1981. Piesa conținea o scenă în care Iov, complet gol, (interpretat de actorul Yossi Carmon), tras prin șezut în țeapă de oștenii împăratului, este vândut unui circ pentru ca agonia lui să atragă și să distreze publicul.
Ministrul adjunct al educației și culturii, Myriam Taasa Glazer, reprezentantă a Partidului National Religios, a declarat în Knesset că statul nu trebuie să finanțeze un teatru în care „un bărbat e văzut spânzurat vreme de douăzeci de minute, cu membrul atârnat în vânt". 
Piesa „Marea prostituată din Babilon” a produs împotrivire nu numai în public dar și în rândurile unora dintre actorii de la Teatrul Kameri, în frunte cu Yossi Yadin. Ca urmare a protestelor piesa a fost scurtată cu douăzeci de minute.
În anul 1982, anul războiului din Liban, în octombrie, Hanoch Levin a abordat iarăși o tematică politică, în piesa „Patriotul” prezentată la Teatrul Neve Tzedek în regia lui Oded Kotler. Lucrarea descrie cum un cetățean israelian, doritor de a emigra în SUA, este solicitat de consulul american să treacă prin câteva încercări: să-și scuipe mama și să lovească cu piciorul în obrazul unui băiat arab. După toate acestea eroul îl insultă pe Dumnezeu. 
Deși Consiliul pentru critica filmelor și pieselor, existent încă în acea perioadă, a interzis prezentarea piesei în totalitatea ei, regizorul Oded Kotler a decis totuși să o pună în scenă. Consilierul juridic al guvernului, Itzhak Zamir, a recomandat punerea în acuzare a conducerii Teatrului Kameri pentru încălcarea legii cenzurii, aflate pe atunci în vigoare, în schimb piesa a fost permisă cu condiția cenzurării unor fragmente.
În anii 1980 Levin a fost criticat de unii din critici pentru faptul că în unele creații repetă aceleași tehnici și teme („Yakish și Popcze”, „Cel chinuit de gânduri").
Piese scrise ulterior - precum „Copilul visează”, „Cei ce merg pe întuneric”, „Pomenire” și altele, s-au bucurat, însă, de multe aprecieri.
Piesa Pomenire din 1999 se bazează pe trei povestiri de Anton Cehov.

## În viața privată
Hanokh Levin a fost căsătorit de doua ori: mai întâi cu pictorița Nava Koresh, apoi cu stewardesa Edna Keren, pe care a cunoscut-o în 1979. În ultimii ani i-a fost parteneră de viață actrița Lilian Bareto, pe care a cunoscut-o în anul 1983, în timpul repetițiilor la spectacolul „Copilul visează”.
De la aceste trei femei Levin a avut patru băieți (Israel, de la Nava Koresh,Aharon și Rafael, de la Edna Keren, și Alexander, de la Lilian Bareto).
La finele anilor 1990 Hanokh Levin s-a îmbolnăvit de cancer și a fost internat la Spitalul Sheba din Tel Hashomer. Pe patul de boală a scris ceea ce părea sa fie ultima sa piesă - „Habahyanim” („Plângăreții”) -, care a fost terminată postum de către regizorul Ilan Ronen. 
Levin a murit la 18 august 1999 la vârsta de 55 ani. După moarte a fost descoperită pe un minicomputer lângă patul său de spital, o altă piesă, Hakomédya hagdolá (Comedia cea mare), considerată ultima sa creație.

## Piese de teatru
Hanokh Levin a scris 63 piese de teatru, și a regizat 22 dintre ele.
Piesele sale timpurii, comedii satirice, „întruchipau concepția sa chintesențială despre lume:
în război „toți sunt învinși”, aroganța celor oprimați deveniți ocupanți, nevoia inerentă de teritoriu a oamenilor, nevoia omenească de definiții și limite: "noi" și "ei", „învingători” și „învinși”, orbirea omenească în fața proceselor sociale și istorice, obtuzitatea învingătorilor, fuga de răspundere a vinovaților, forțele definitoare ale dezastrului, ale memoriei, mai ales modul în care sunt comemorați morții - toate provenind dintr-o viziune lucidă, dacă nu profetică, și din geniul sau poetic”
Odată cu „Solomon Grip” a deschis Levin seria de comedii focalizate pe dorințele și suferințele unor personaje triste din cadrul social al unor cupluri sau familii dintr-un bloc de locuințe sau cartier oarecare: „Hefetz”, „Yaakobi și Leidenthal”, „Tinerețea lui Varda'le”, „Krum”, „Popper”, „Meșteșugul vieții”, „Negustorii de cauciuc”,„Cei ce-și fac bagajele” 
„Nehotărâtul”, „Hops și hopla”, „Femeia minunată din noi” și „Prostituata din Ohio””.

### Poet și prozator. Muzica pe texte de Levin
Deși centrul de greutate al creației sale a fost teatrul, Hanoch Levin s-a impus și ca un talentat autor de texte de cântece care au fost puse pe muzică de către Poldi Shatzman și alți compozitori.
Dintre acestea sunt mai cunoscute:
- „Aproape domn și deja doamnă”  אדון כמעט וגברת כבר - (Adon kim'at ugveret kvar) - interpretat de Yehudit Ravitz
- „Copacul e înalt” העץ הוא גבוה (Ha'etz hu gavoha) și altele - în interpretarea formației Aharit Hayamim (Sfârșitul lumii)
- „Trăiesc de pe o zi pe alta” (Ani haya li miyom leyom)- interpretă: actrița Tiki Dayan, ulterior cântată pe o nouă melodie de cântăreața Rita.
- „Londra” (Londonלונדון) din piesa "Cei ce-și fac bagajul" אורזי מזוודות, și „Șah” (Shahmat) din piesa „Tu, eu și războiul următor” - interpretate de Chava Alberstein
- Compozitorul israelian Gil Shohat a compus opera „Copilul visează”, dupa piesa lui Hanoch Levin.
- Avi Toledano cântând Hanoch Levin, disc - 1990
- 2024 - Opera „Hanoch Levin-Opera” pe muzica de Yossi Ben Nun, Yonatan Cnaan, Yonatan Keret, Ronnie Reshef și David Sebba - produsă de Opera  israeliană din Tel Aviv-Yafo.

## Proză
2 volume de povestiri:
- Veșnicul bolnav și iubita (Haholè hanitzhí ve hawahuvá החולה הנצחי והאהובה)
- Om stând înapoia unei femei șezânde (Ish omed meahorey ishá yoshèvet איש עומד מאחורי אישה יושבת)

## Scheciuri
- Gigolo din Congo și alte figuri

În anii 1990 actrița Myriam Gavrieli , care a jucat în câteva din piesele lui Levin, a avut un spectacol în monolog intitulat "Șase - oră putredă" (Shesh - shaá rekuvá שש שעה רקובה )
alcătuit pe baza a mai multor povestiri din cartea "Veșnicul bolnav și iubita"

## Versuri
- volumul Viața celor morți

## In memoriam
- S-au numit după el străzi la  Rosh Haain și la Ramle.
- Plăci memoriale au fost postate pe casa în care a locuit pe strada George Eliot nr.5 din Tel Aviv și la intrarea în casa părintească, pe strada Rosh Pina nr 18 din Tel Aviv
- 2008 - În albumul Nekuda tová al actorului și cântărețului Shuli Rand, unul din cântece Hameshorer (Poetul) a fost scris in amintirea lui Levin